# Euchlaenidia wirthi
Euchlaenidia wirthi là một loài bướm đêm thuộc phân họ Arctiinae, họ Erebidae.